# 박홍근 (화학자)
박홍근(1967년~ )은 서울대 화학과를 수석으로 입학하고, 서울대 전체에서 수석으로 졸업(4.3만점에 4.22)한 뒤 스탠퍼드대학교에서 6년 후 박사 학위를 취득하였다. 이후 로렌스버클리 국립연구소에서 연구원을 거친 후 지난 1999년 32세의 나이에 하버드대학 교수로 임용되었다. 이후 4년 만인 2003년에 부교수로, 다시 1년 만에 종신교수가 되었다.
박교수는 단분자 트랜지스터의 개발과 전이금속산화물 나노구조체의 합성 및 특성평가 등의 업적으로 널리 알려져 있다. 그의 연구 중점은 화학적으로 제작한 나노 구조체를 물리적으로 엄밀하게 분석하고 이를 통해 얻은 지식을 미래의 기술에 적용하는 데에 있다.
박교수와 그의 연구진은 단일분자를 통해 단전자가 전달되는 트랜지스터를 개발하였으며, 이러한 단분자 트랜지스터의 전자 수송 현상을 관찰함으로써 개별 분자를 통과하는 전자의 거동을 세밀하게 파악할 수 있었다. 그는 최근 계속해서 발표한 연구 논문들을 통해, 단전자의 거동이 분자내의 전자스핀 및 진동자유도와 어떻게 연관되는지를 제시하였고 이를 통해 분자 및 나노구조체의 전자수송모드에 대한 이해의 폭을 넓혀 놓았다.
이 연구는 단분자 트랜지스터 연구를 통해 나노 소자 기초 연구를 이상적으로 수행할 수 있음을 보여 준 것이며 그의 분자 소자 연구는 미래 나노소자의 실현을 앞당기는 데에 크게 기여하고 있다.
또한 박교수는 전이금속 산화물 나노구조체를 액상에서 합성하고 이를 주사 탐침기술로 조사한 것으로 널리 알려져 있다. 최근의 연구사례에서 나노 수준에서 강유전 특성을 지배하는 크기 법칙에서 알 수 있듯이 그와 그의 연구진은 합성과 물성 연구를 동시에 수행함으로써 전이금속 산화물의 흥미로운 성질에 숨어있는 미시세계의 매커니즘을 연구하는 강력한 수단을 제공하고 있으며 이는 이제까지 실험과 이론 연구 모두가 어려웠던 다양한 복합산화물의 특성에 대한 새로운 연구방법을 제시하고 있다.

## 주요업적
- 세계 최초 단분자 트랜지스터 구현
- 에너지성 등 미 정부 기술자문 및 다수 프로젝트 참여

## 수상
- 2003 호암상
- 미국물리학회 원자 및 분자물리학분과 우수논문상